# Slobodan Boškan
Slobodan Boškan est un joueur serbe de volley-ball né le 18 août 1975 à Novi Sad (Voïvodine). Il mesure 1,99 m et joue réceptionneur-attaquant. Il totalise 260 sélections en équipe de Serbie.

## Clubs
| Club                  | Pays                 | De            | À             |
| --------------------- | -------------------- | ------------- | ------------- |
| Vojvodina Novi Sad    | RF Yougoslavie       | 1995-1996     | 1998-1999     |
| Olympiakos Le Pirée   | Grèce                | 1999-2000     | 1999-2000     |
| Itas Diatec Trente    | Italie               | 2000-2001     | 2001-2002     |
| Iraklis Salonique     | Grèce                | 2002-2003     | 2002-2003     |
| Vojvodina Novi Sad    | Serbie-et-Monténégro | 2003-2004     | 2003-2004     |
| Tours Volley-Ball     | France               | 2004-2005     | 2007-2008     |
| Halkbank Ankara       | Turquie              | oct 2008      | novembre 2008 |
| OK Budvanska Rivijera | Monténégro           | novembre 2008 | …             |

## Palmarès
- Jeux olympiques (1)
  - Vainqueur : 2000
- Championnat du monde
  - Finaliste : 1998
- Ligue mondiale
  - Finaliste : 2003, 2005
- Championnat d'Europe (1)
  - Vainqueur : 2001
- Ligue des champions (1)
  - Vainqueur : 2005
  - Finaliste : 2007
- Championnat de France
  - Finaliste : 2006
- Championnat de Grèce (1)
  - Vainqueur : 2000
- Championnat de Serbie-et-Monténégro (5)
  - Vainqueur : 1995, 1996, 1997, 1998, 1999
- Coupe de Serbie-et-Monténégro (4)
  - Vainqueur : 1995, 1996, 1998, 1999
- Coupe de France (2)
  - Vainqueur : 2005, 2006
- Supercoupe de France (1)
  - Vainqueur : 2005
  - Perdant : 2004, 2006